# Francis Asbury
Pour les articles homonymes, voir Asbury.
Ne doit pas être confondu avec Asbury Francis Lever.
Francis Asbury, né le 20 août 1745 dans les Midlands de l'Ouest et mort le 31 mars 1816 dans le comté de Spotsylvania, est l'un des pionniers du méthodisme aux États-Unis.
De nombreux lieux portent son nom dont Asbury, dans l'Iowa.